# Hipparchia fulvina
Hipparchia fulvina är en fjärilsart som beskrevs av Cabeau 1928. Hipparchia fulvina ingår i släktet Hipparchia och familjen praktfjärilar. Inga underarter finns listade i Catalogue of Life.